# Диарсенид германия
Диарсенид германия — бинарное неорганическое соединение
германия и мышьяка с формулой GeAs2.

## Получение
- Сплавление стехиометрических количеств германия и мышьяка:

{\displaystyle {\mathsf {Ge+2As\ {\xrightarrow {T}}\ GeAs_{2}}}}

## Физические свойства
Диарсенид германия образует кристаллы
ромбической сингонии,
параметры ячейки a = 1,478 нм, b = 1,016 нм, c = 0,3728 нм, Z = 4.
Арсениды германия  GeAs и GeAs2 неограниченно растворяются друг в друге.